# Rising and Walking
|  | Denne artikel er oprettet af botten Steenthbot ud fra en ekstern database. Den kan derfor have sproglige fejl eller mangler. Denne skabelon kan fjernes efter kontrol af indholdet. |

Rising and Walking er en dansk dokumentarfilm fra 1952 instrueret af Mogens Fog efter eget manuskript.

## Handling
Efter en introduktion giver filmens første asfnit en analyse af menneskets normale oprejste stilling og gang som grundlag for en bedømmelse af gangforstyrrelser. Man følger barnets udvikling fra de første måneder og ser til slut det voksne menneskes gang. Andet afsnit gennemgår en række eksempler på neurologiske gangforstyrrelser.